# سالون
سالون (به فرانسوی: Salonnes) یک کمون در فرانسه است که در Canton of Château-Salins واقع شده‌است.

## خصوصیات
سالون ۱۲٫۶۹ کیلومترمربع مساحت و ۱۸۰ نفر جمعیت دارد و ۲۱۵ متر بالاتر از سطح دریا واقع شده‌است.